# Gulderstock
Gulderstock är en bergstopp i Schweiz.   Den ligger i kantonen Glarus, i den östra delen av landet, 130 km öster om huvudstaden Bern. Toppen på Gulderstock är 2 520 meter över havet, eller 708 meter över den omgivande terrängen. Bredden vid basen är 17,3 km.
Terrängen runt Gulderstock är huvudsakligen bergig, men den allra närmaste omgivningen är kuperad. Närmaste större samhälle är Glarus, 11,4 km nordväst om Gulderstock. 
Trakten runt Gulderstock består i huvudsak av gräsmarker. Runt Gulderstock är det ganska glesbefolkat, med 38 invånare per kvadratkilometer.